# De wijn is een spotter

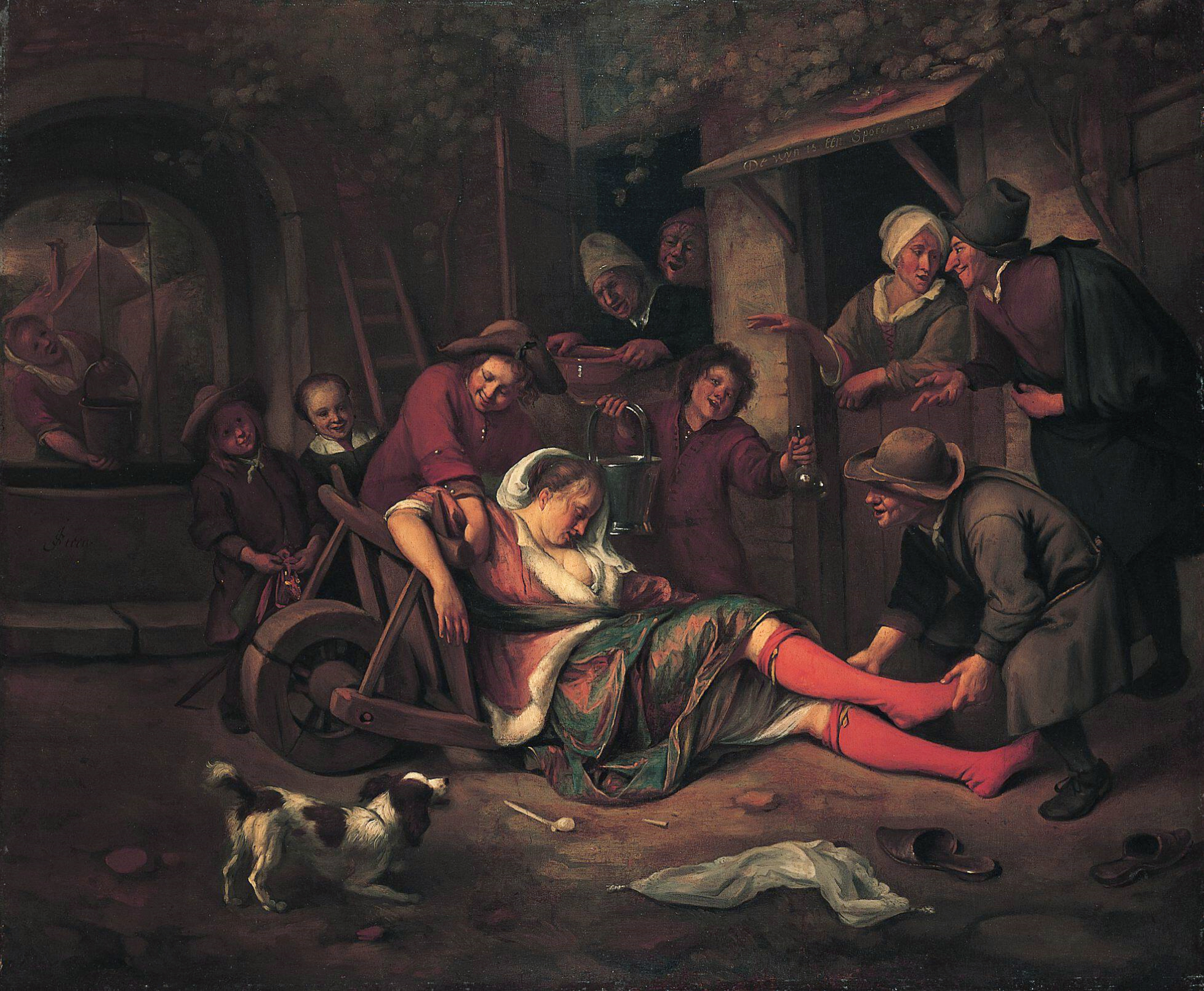
De wijn is een spotter 1663-1664

De wijn is een spotter is een schilderij van Jan Steen.

## Beschrijving
Voor een met wijnranken begroeid gebouw, waarschijnlijk een herberg, wordt een stomdronken vrouw door een jongen en een man in een kruiwagen gehesen, terwijl roddelzieke buren spottend toekijken. De rood aangelopen vrouw is, ook al ligt ze er volslagen verfomfaaid bij, een van Steens fraaist geschilderde figuren. Haar haren zijn uit haar scheefgezakte hoofddoek geglipt; het hemd en het chique, met bont afgezette jakje zijn losgeraakt, waardoor haar borst wordt onthuld. Haar schitterende rok van roze en blauw, changeant satijn is zo ver opgeschort, dat de rand van haar onderrok zichtbaar wordt, en boven elke kous een stukje bloot been.
Achter haar houdt een jongetje een metalen marktemmer en een glazen fles op, als om te beduiden dat zij door de drank de plicht om haar kinderen te voeden, heeft verzaakt. Verder zijn er een vrolijk toekijkend meisje en een jongen op een stokpaardje.
Boven dit tafereel staat op de rand van het afdakje boven de deur de moraal van het verhaal geschreven: De Wijn is een Spoter Proverbyn 20.1. De Bijbelse spreuk voluit:
De wijn is een spotter, de sterkedrank is woelachtig: al wie daarin dwaalt, zal niet wijs zijn.
Om de moraal te onderstrepen zijn de dorpelingen, tot de opgewonden blaffende hond aan toe, bij de hand om de dronken vrouw te bespotten en te vermanen. Bij de onderdeur staan een man met een scherp gezicht en een vrouw te praten en te gebaren als mensen die er het fijne van weten. In het open raam zien wij twee lachende mannen; de een houdt een aarden kom vast, misschien met water erin om de beschonkene op te frissen. Links op de achtergrond put een lachende vrouw water onder een stenen boog.
Adolf en Catharina Croeser aan de Oude Delft (1655) · Het dronken paar (1655-1665) · Interieur met een oude vrouw en een jongen (1656-1660) · Het oestereetstertje (1658-1660) · Portret van Jacoba Maria van Wassenaer (1660) · De wijn is een spotter (1660-1669) · Kinderen leren een poes dansen (1660-1679) · Het Driekoningenfeest (1662) · Het Sint-Nicolaasfeest (1665-1668) · Het vrolijke huisgezin (1668) · 'Soo voer gesongen, soo na gepepen' (1668-1672) · Mozes en de kroon van de farao (1670) · Boerenbruiloft (1672) · Simson beledigd door de Philistijnen (1675-1676)